# Dorothy Gulliver
Dorothy Kathleen Gulliver (Salt Lake City, 6 settembre 1908 – Valley Center, 23 maggio 1997) è stata un'attrice statunitense.

## Biografia
Dorothy Gulliver andò a Hollywood dopo aver vinto a Salt Lake City un concorso di bellezza sponsorizzato dalla casa di produzione Universal Pictures, che nel 1926 le fece firmare un contratto dopo che ebbe superato un provino. Fu ben presto impegnata nella serie The Collegians, formata da ben 44 cortometraggi (ma ne restano solo 15) girati nell'arco di quattro anni, dal 1926 fino all'episodio Graduation Daze del 1929, a rappresentare, con gli stessi attori – George J. Lewis (nella parte dell'innamorato di Dorothy), Eddie Phillips, Hayden Stevenson e altri – le avventure di alcuni studenti di un collegio universitario.
Nel 1928 fu scelta tra le tredici WAMPAS Baby Stars dell'anno e fino a tutti gli anni trenta la sua carriera continuò con un certo successo, girando film western con Jack Hoxie, Rex Lease e Hoot Gibson, una serie drammatica in 12 episodi The Galloping Ghost (1931) col giocatore professionista di football Red Grange, un'altra serie con John Wayne The Shadow of the Eagle (1932), e una terza serie western, The Last Frontier (1932), con Lon Chaney Jr.. Negli anni seguenti ci furono rare comparse, due telefilm negli anni cinquanta, una parte secondaria in Volti (1968), con Gena Rowlands, e l'ultima apparizione nel 1976 nello sterminato cast di Won Ton Ton, il cane che salvò Hollywood.
Dorothy Gulliver fu due volte sposata e due volte divorziata. Morì nel 1997 a Valley Center, presso San Diego, a quasi 89 anni. Fu cremata e le ceneri disperse.

## Riconoscimenti
- WAMPAS Baby Star del 1928.

## Filmografia parziale
- The Winking Idol (1926)
- The Collegians (1926)
- The Relay (1927)
- The Rambling Ranger (1927)
- The Shield of Honor (1927)
- The Wild West Show (1928)

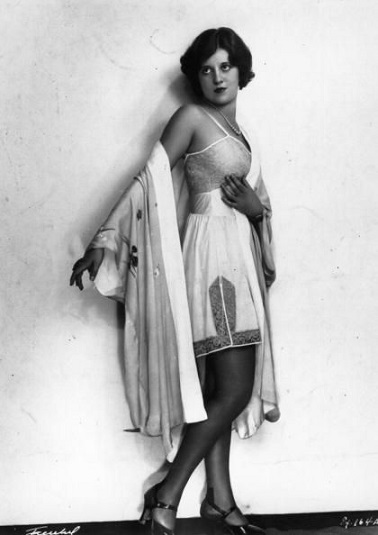
Dorothy Gulliver

- Good Morning, Judge, regia di William A. Seiter (1928)
- College Love (1929)
- Graduation Daze (1929)
- La più bella vittoria (1929)
- Under Montana Skies (1930)
- The Shadow of the Eagle (1932)
- The Last Frontier, regia di Spencer Gordon Bennet e Thomas Storey (1932)
- A nord di Shangai (1939)
- Volti (1968)
- Won Ton Ton, il cane che salvò Hollywood (1976)